# شطرنج تیتان
 شطرنج تیتان  یک بازی کامپیوتری می‌باشد که توسط شرکت اوبرون (Oberon Games) ساخته شده‌است و در سیتم‌های عامل ویندوز ویستا (Vista) و ویندوز سون (Windows 7) در نسخه‌های هوم پریمیوم (Home Premium)، بیزینس/پرفشنال (Business/Professional)، اینترپرایز (Enterprise) و التیمیت (Ultimate) وجود دارد. اما از سیستم عامل ویدوز ایت (Windows 8) برداشته شده‌است.

## پیشینه
نخستین بار این بازی توسط سیستم عامل ویستا معرفی گردید.
نسخه قدیمی این بازی ابتدا توسط بسته بازی شماره چهار ماکروسافت انتشار یافته بود.

## گرافیک
این بازی به‌طور کاملاً پویا نمایی شده طراحی شده و از واسطه گرافیکی موجود در ویندوز ویستا و سون به نام آئرو ویندوز استفاده می‌کند.
بازی دارای در یک صفحه تصاویر واقعی سازی شده‌است که می‌توان بازی را به صورت سه بعدی 3D دید و چرخش داد اجرا می‌شود.
همچنین در این بازی می‌توان جهت نمایش و همچنین نوع مهرها و تخته بازی را تغییر داد.
محیط سه بعدی این بازی یکی از توانایی‌های ویندوز ویستا است.

## شیوه بازی
این بازی را می‌توان با به وسیلهٔ موشواره، صفحه کلید یا دسته بازی دستگاه‌های مانند پلی استیشن ۳ یا ایکس باکس ۳۶۰ بازی نمود.
همچنین این بازی را می‌توان در مرکز اطلاعات مکروسافت از با استفاده از ریموت کنترل تلویزیون‌های تعاملی یا در برخی از لب تاپ‌ها بازی نمود.

### بازیکن در مقابل رایانه
بازیکن می‌تواند میزان سختی بازی را از مقیاس یک تا ده انتخاب کند. بازیکن می‌تواند آخرین حرکت رایانه را بعد از انجام آن مشاهده کند.
بعد از کلیک کردن به روی هر مهره در دور بازی فرد تمامی حرکات مجاز در خانه‌های صفحه روشن می‌شوند.
این قابلیت را می‌توان غیر فعال نمود.
رایانه بر اساس یک محاسبات ریاضی تعداد حرکات درست واشتباه خود را برآورد می‌نماید.
لگاریتمی که رایانه در این بازی در برابر حریف خود خود استفاده می‌کند با سایر بازی‌های شطرنج موجود تفاوت است. این بازی دارای سه سطح:تازه‌کار، میانی و پیشرفته است.

### بازی دو نفره
در این وضعیت صفحه شطرنج به‌طور خودکار بعد از هر حرکت تبدیل ۱۸۰ درجه برای بازیکن مقابل می‌چرخد.
این گزینه را می‌توان از طریق تنظیمات خاموش نمود. شطرنج تیتان امتیازات کسب شده هر دو نفر را ذخیره می‌کند.